# Aur și circ
Aur și circ (în italiană La collina degli stivali, în engleză Boot Hill) este un film western spaghetti italo-american din anul 1969, regizat de Giuseppe Colizzi și în care rolurile principale sunt interpretate de Bud Spencer și Terence Hill. Acest film este ultimul dintr-o trilogie care a început cu Dio perdona... Io no! (Dumnezeu iartă, eu, nu, 1967) și a continuat cu I quattro dell'Ave Maria (Ace High, 1968). Filmul a fost relansat sub numele Trinity Rides Again pentru a profita de succesul filmelor Mi se spune Trinity și Tot Trinity mi se spune și este considerat adesea în mod greșit ca film din acea serie.

## Rezumat
În Vestul Sălbatic din secolul al XIX-lea, Cat Stevens (Terence Hill) este urmărit de o bandă criminală condusă de Finch. Rănit, el se ascunde în rulota unui circ ambulant, fiind găsit inconștient de trapezistul Joe. Banda reușește să dea de urma caravanei și, în timpul unui spectacol de circ, un pistolar din banda lui Finch îl ucide pe Joe. Thomas (Woody Strode), partenerul lui Joe, dorește să se răzbune pe ucigaș și îl caută pe Cat. Cei doi merg împreună să se întâlnească cu Hutch Bessy (Bud Spencer), un vechi prieten al lui Cat, și cu prietenul său mut Baby Doll. Acolo, Cat îi explică lui Hutch situația în care se află prietenul lor Sharp. 
În micul oraș minier Kingstonville se găsise aur, iar licența de concesiune trebuia reînnoită în fiecare an. Autoritățile corupte, primarul Fisher și notarul, vor să pună mâna pe terenurile pe care se află aur și plătește o organizație criminală condusă de Finch pentru a-i teroriza pe locuitori și a-i face să-și cedeze concesiunile companiei miniere a lui Fisher. Banda îi forțează pe localnici să-și cedeze concesiunile, iar cei care refuză sunt uciși. Hutch Bessy îl arestase mai demult pe Finch. 
În oraș sosește judecătorul Boone pentru a cerceta situația. În timpul unui spectacol de circ, cei patru reușesc să informeze judecătorul de terorizarea minerilor de către gangsteri. Într-o scenetă, doi oameni bine îmbrăcați lovesc un miner care descoperise aur pe terenul său, explicând astfel procedeele lui Fisher în fața tuturor. Apoi Cat, Thomas și Hutch reușesc să-i împuște pe majoritatea bandiților, iar Fisher este lăsat pentru a fi judecat.

## Distribuție
- Terence Hill - Cat Stevens
- Bud Spencer - Hutch Bessy
- Woody Strode - Thomas
- George Eastman - Baby Doll
- Eduardo Ciannelli - judecătorul Boone
- Glauco Onorato - Finch
- Victor Buono - Honey Fisher
- Alberto Dell'Acqua - acrobatul Hank
- Lionel Stander - Mamy
- Nazzareno Zamperla - acrobatul Frank
- Leslie Bailey - John
- Maurizio Manetti - Joe
- Luciano Rossi - Sammy, proprietarul magazinului
- Raffaele Mottola - Trouble

## Producție
Filmările au avut loc la Almeria (Spania).